# 제27SS의용척탄병사단 랑게마르크
제27SS의용척탄병사단 랑게마르크 (제1플랑드르)(27. SS-Freiwilligen-Grenadier-Division „Langemarck“ (flämische Nr. 1))는 나치 독일의 무장친위대 사단 중 하나이다. 
플랑드르계 의용병들로 이루어진 부대로서 본래 제6SS의용돌격여단 랑게마르크(6. SS-Freiwilligen-Sturmbrigade „Langemarck“)로 편성되었다가 1944년 9월 사단으로 승격되었다. 그러나 병력 수가 여단 수준을 넘어본 적은 한 번도 없다.